# کوت‌لو (سولواووا)
کوت‌لو (به ترکی استانبولی: Kutlu) یک منطقهٔ مسکونی در ترکیه است که در سولواووا واقع شده‌است.